# Lasse Sandlin
Lars Roland (Lasse) Sandlin, född 2 oktober 1943 i Hofors i Gävleborgs län, död 15 mars 2020 i Nacka distrikt, var en svensk sportjournalist. Han var i många år knuten till tidningen Aftonbladet. Sandlin var kusin till ishockeytränaren Tommy Sandlin.

## Biografi
Sandlins journalistiska yrkesbana började på Gefle Dagblad redan under hans gymnasietid. Efter militärtjänsten följde sedan en fast tjänst på tidningen, som dock avbröts efter nio månader. Sandlin fick samma vecka anbud från både Expressen och Aftonbladet och valde den senare.
Sandlin började på Aftonbladet som 22-åring i maj 1966 för att redigera sport. Han blev kvar som anställd på tidningen tills han gick i pension den 31 oktober 2007. Efter pensioneringen övergick han bland annat till att skriva krönikor på spelbolaget Expekts webbplats.
Lasse Sandlin fortsatte efter sin pensionering att som frilansare producera Aftonbladet-material, bland annat sportkrönikor samt "Sportfrågan" åt måndagsbilagan Kryss & Quiz.
Sandlin var under många år Aftonbladets sportankare och följde på nära håll bland annat det svenska fotbollslandslaget. Han var även intresserad av ishockey och framför allt bandy. I bandy var favoritlaget Sandvikens AIK, mycket beroende på hans bakgrund.
Lasse Sandlin är begravd på Skogskyrkogården i Stockholm.

## Stil
Sandlin skrev sedan 1989  sportkrönikor för Aftonbladet. Han blev erkänd och populär för sitt skrivsätt, vilket även andra journalister på tidningen tagit efter. Han har även varit i topp när svenska idrottare fått svara på frågan om vilken journalist man känner mest förtroende för.[källa behövs] Hans bidrag till den massiva presskritiken av det svenska fotbollslandslaget efter de tre 1–2-matcherna vid VM Italien 1990 fick stor uppmärksamhet.
| ”                     | Tretton fjantar förklädda till fotbollsspelare. Tretton skrämda typer som svek en hel nation när dom var skyldiga att vinna. Tretton Italien-turister från "Sällskapsresan 4" som för alltid kommer att förknippas med svensk fotbolls största fiasko någonsin. | „ |
| – Lasse Sandlin, 1990 | |   |

## Kortfilm
2002 medverkade Lasse Sandlin som sig själv i Konspiration 58, en fiktiv dokumentärfilm som tog upp konspirationsteorin om att Fotbolls-VM 1958 aldrig ägt rum.